# Coleophora rupestrella
Coleophora rupestrella é uma espécie de mariposa do gênero Coleophora pertencente à família Coleophoridae.